# Protocolo I
El Protocolo I es una enmienda del año 1977 a los Convenios de Ginebra relativo a la protección de las víctimas de los conflictos internacionales armados. Se reafirma en las leyes internacionales de los originales Convenios de Ginebra del año 1949, pero añade aclaraciones y nuevas disposiciones para dar cabida a la evolución de la guerra moderna e internacional que han tenido lugar desde la Segunda Guerra Mundial.
Hasta el 19 de junio de 2025, ha sido ratificado por 175 países, con las excepciones notables de Estados Unidos, Israel, Irán, Pakistán y Turquía. Sin embargo, los Estados Unidos, Irán y Pakistán, habían firmado el 12 de diciembre de 1977, con la intención de ratificarlo. De acuerdo con un llamamiento del Comité Internacional de la Cruz Roja en 1997, una serie de artículos contenidos en ambos protocolos se reconocen como normas del derecho internacional consuetudinario válidas para todos los Estados, lo hayan o no ratificado.

## Resumen del sumario
El Protocolo I es un extenso documento, que contiene 102 artículos. A continuación se presenta una descripción básica del protocolo. Para obtener una lista completa de todas las disposiciones consultar el texto original y el comentario.
En general, el protocolo reafirma las disposiciones de las cuatro originales Convenciones de Ginebra. Sin embargo, las siguientes protecciones adicionales se añaden:
- Artículos 51 y 54: Colocan fuera de la ley los ataques indiscriminados contra poblaciones civiles y la destrucción de alimentos, agua y otros materiales necesarios para la supervivencia. Los ataques indiscriminados que incluyan atacar directamente los objetivos civiles (no militares), como también utilizar la tecnología como armas biológicas, armas nucleares y minas terrestres, cuyo alcance de destrucción no se puede limitar.[5] Una guerra total que no distingue entre objetivos civiles y militares se considera un crimen de guerra.
- Artículos 53 y 56: Sitúan fuera de la ley los ataques sobre las presas, diques, centrales nucleares de energía, y los lugares de culto. Los tres primeros son "obras e instalaciones que contienen fuerzas peligrosas" (como una gran masa de agua en el caso de las presas y diques, o elementos radioactivos en el caso de las centrales nucleares) y pueden ser atacados, pero solo de una manera que no represente una amenaza para liberar fuerzas peligrosas (es decir, está permitido atacarlos, pero no con el objetivo de destruirlos para liberar su contenido y causar mayor destrucción o peligro).
- Artículos 15, 76, 77 y 79: Proporcionan una protección especial para las mujeres, niños y personal sanitario civil y toma medidas de protección para los periodistas.
- Artículo 77: Prohíbe el servicio militar de los niños menores de 15 años en las fuerzas armadas. Sí permite, sin embargo, que participen voluntariamente personas menores de 15 años.[5]
- Artículos 43 y 44: Aclaran la situación militar de los miembros de la guerrilla. El estatus de combatiente y de prisionero de guerra se concede a los miembros de las fuerzas disidentes, cuando estén bajo el mando de una autoridad central. Estos combatientes no pueden ocultar su lealtad, sino que deben ser reconocibles como combatientes mientras se preparan para o durante un ataque.
- Artículo 35: Prohíbe las armas que "causen daños superfluos o sufrimientos innecesarios", así como los medios de guerra que "causen daños extensos, duraderos y graves al medio natural".
- Artículo 85: Establece que es un crimen de guerra utilizar alguno de los emblemas de protección reconocidos por los Convenios de Ginebra para engañar a las fuerzas opositoras (perfidia).
- Artículos 17 y 81: Autorizan al Comité Internacional de la Cruz Roja, a las sociedades nacionales, o a otras organizaciones humanitarias imparciales para prestar asistencia a las víctimas de la guerra.